# Рибе (Прушковський повіт)
Рибе (пол. Rybie) — село в Польщі, у гміні Рашин Прушковського повіту Мазовецького воєводства.
Населення — 5129 осіб (2011).
У 1975-1998 роках село належало до Варшавського воєводства.

## Демографія
Демографічна структура станом на 31 березня 2011 року:
|          | Загалом | Допрацездатний вік | Працездатний вік | Постпрацездатний вік |
| -------- | ------- | ------------------ | ---------------- | -------------------- |
| Чоловіки | 2472    | 539                | 1653             | 280                  |
| Жінки    | 2657    | 507                | 1585             | 565                  |
| Разом    | 5129    | 1046               | 3238             | 845                  |